# Louis Mazetier (Pianist)
Louis Mazetier (* 17. Februar 1960 in Paris) ist ein französischer Stride-Pianist.

## Leben und Wirken
Mazetier, der in Aubusson aufwuchs, erhielt ab dem Alter von sieben Jahren klassischen Klavierunterricht; 1974 entdeckte er die Musik von Fats Waller und begann sich autodidaktisch mit Jazzpiano zu beschäftigen. Vorbilder waren u. a. auch die Musiker  Donald Lambert, James P. Johnson, Willie The Lion Smith, Jelly Roll Morton, Earl Hines, Teddy Wilson, Art Tatum, sowie Boogie Woogie und Blues. Ab 1977 studierte er in Paris zunächst Mathematik, dann Medizin. In dieser Zeit entdeckte er Jazzclubs wie Le Bœuf sur le Toit und spielte in verschiedenen Amateurbands. 1978 hatte er Auftritte in Jazzclubs wie im Caveau de la Huchette; 1983 begann die musikalische Partnerschaft mit dem Pianisten François Rilhac; ferner spielte er im Orchester von Gilbert Leroux.
1988 gründete Mazetier mit Patrick Saussois (Gitarre) und Enzo Mucci (Kontrabass) ein Trio, mit dem er Maxim Saury und Benny Waters begleitete. Daneben spielte er mit der Formation Paris Washboard (mit Daniel Barda, Posaune, Alain Marquet, Klarinette, Gilbert Leroux, später Gérard Bagot am Waschbrett), mit der er auf Tourneen ging und zahlreiche Alben einspielte. Ab 1991 begann er, vermehrt als Solist aufzutreten; er gastierte auf größeren Festivals in Frankreich wie in Antibes, Marciac, Bayonne und Montauban auf, ferner auf Trad-Jazz-Treffen in Breda, Dresden und Plön. Er tourte in den USA, Südamerika, Japan und Neuseeland. Ab Ende der 1980er-Jahre entstanden eine Reihe von Duett-Aufnahmen mit François Rilhac, Bernd Lhotzky, Henri Chaix, Peter Ecklund, Dick Hyman, Jean-Loup Longnon, Jeff Barnhart und Neville Dickie, ferner mehrere Soloalben. Im Bereich des Jazz war er zwischen 1984 und 2012 an 59 Aufnahmesessions beteiligt, u. a. mit Gilbert Leroux’ Washboard Group, Jacques Gauthé und Marcel Zanini.  Seinem langjährigen musikalischen Partner und Freund François Filhac widmete er die Komposition „François“. Seit den 2000er-Jahren spielte er u. a. auch mit Warren Vaché, Ken Peplowski, Jake Hanna und Evan Christopher. In seinem Repertoire sind neben den Stride-Jazz-Klassikern Jazzstandards u. a. von George Gershwin, Cole Porter, Jerome Kern, Harold Arlen und Irving Berlin.
Mazetier schrieb außerdem Beiträge für verschiedene französische Jazz-Zeitschriften, meist über Stride Piano. Er wurde mit dem Prix Sidney Bechet, dem Prix Bill Coleman und 1992 mit dem Preis der Académie du Jazz ausgezeichnet.

## Diskographische Hinweise
- Louis Mazetier & Francois Rilhac With Alain Marquet: Echoes of Carolina (Stomp Off, 1989)
- Drop Me Off in Harlem (Djaz, 1992), solo
- Louis Mazetier & Neville Dickie: If Dreams Come True (Stomp Off, 1994)
- Louis Mazetier & Neville Dickie: Harmen Strut (Stomp Off, 1995)
- What A Treat! Piano Solo - In concert (Jazz Connaisseur, 1995)
- Bernd Lhotzky/Susan Dumas/Louis Mazetier: Elmau Stride Project (Hot Sky, 1997)
- Louis Mazetier and Peter Ecklund: A Friendly Chat (Jazz Connaisseur, 1999)
- Dick Hyman and Louis Mazetier:  Barrel of Keys (Jazz Connaisseur, 2001)
- Jeff Barnhart & Louis Mazetier: Twin Pianos Vol. 2 (OCCJF, 2005)
- Tributes, Portraits and Other Stories (Arbors Jazz, 2007) solo
- Stride and Swing (2012) Duos mit Ehud Asherie, Bernd Lhotzky, Rossano Sportiello
- My Own Stuff: Arbors Piano Series, Volume 24 (Arbors, 2012)

## Lexikalischer Eintrag
- Philippe Carles, André Clergeat, Jean-Louis Comolli: Le nouveau dictionnaire du jazz. R. Laffont: Paris 2011